# Oostelijke Ontsluiting IJburg

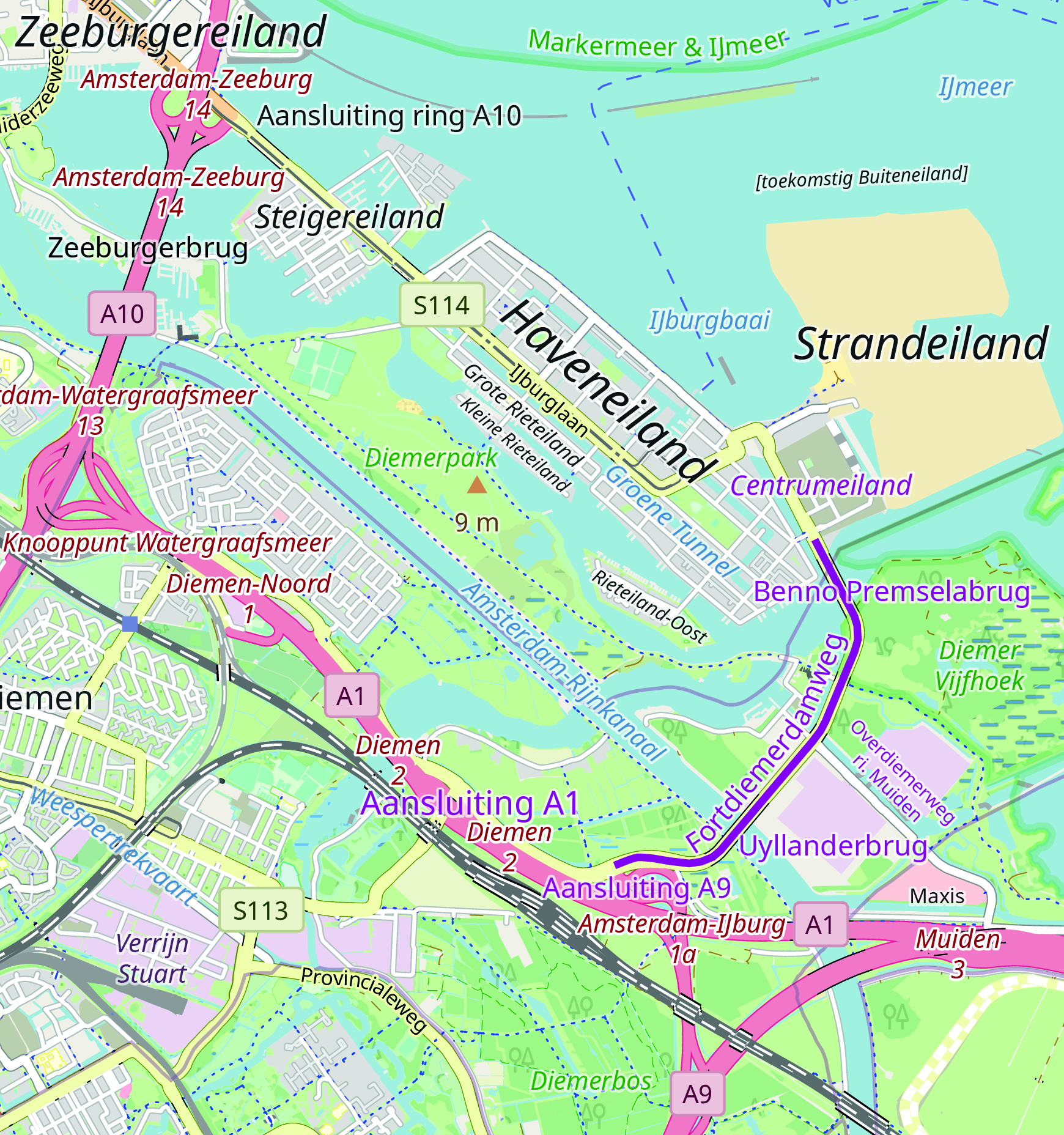
Overzichtskaart van de Oostelijke Ontsluiting (paarse lijn) van IJburg; situatie 2020.

De Oostelijke Ontsluiting IJburg is de verbindingsweg tussen de Amsterdamse wijk IJburg en de snelweg A1 en A9. De ontsluiting maakt deel uit van stadsroute s114. De verbinding overspant het IJmeer tussen het Centrumeiland van IJburg en de Diemer Vijfhoek en vervolgens het Amsterdam-Rijnkanaal, om aan te sluiten op het knooppunt Diemen. Via de Oostelijke Ontsluiting en de Overdiemerweg zijn ook Muiden en het winkelcentrum Maxis Muiden te bereiken.
Het werk aan de verbinding is onderwerp geweest van langdurige onderhandelingen tussen de diverse betrokken overheden.

## Benno Premselabrug
De eerste fase van de verbinding is de Benno Premselabrug tussen het Haveneiland en de Diemer Vijfhoek (PEN-eiland) die in 2004 gereed is gekomen. Deze brug was in eerste instantie bestemd voor bouwverkeer en hulpdiensten. Ook fietsers konden al van deze verbinding gebruikmaken. In 2010 werd de brug ook voor ander autoverkeer opengesteld. De brug geeft aan de Diemer-zijde toegang tot de in 2011 gereedgekomen Natuurboulevard tussen Muiden en Diemen. Anno 2018 is het Centrumeiland volledig aangeplempt, waardoor de Benno Premselabrug aan dat eiland in plaats van het Haveneiland vast is komen te liggen.

## Fortdiemerdamweg
In het voorjaar van 2011 werd het voorbereidende werk voor de Uyllanderbrug over het Amsterdam-Rijnkanaal ter hand genomen. De tweede fase van de Oostelijke Ontsluitingsweg, de Fortdiemerdamweg, werd in juli 2014 voltooid. De ontsluitingsweg heeft twee rijstroken per richting.
In de derde fase is ter hoogte van knooppunt Diemen nog een directe aansluiting op de A9 (Gaasperdammerweg) aangelegd ter plaatse van knooppunt Diemen. Deze aansluiting was medio 2017 klaar.
In 2020 is de Fortdiemerdamweg ter hoogte van de Diemer Vijfhoek ook nog aangesloten op een verbindingsweg (Overdiemerweg) richting Maxis Muiden en Muiden.

## Fietspaden
Voor fietsers is de Oostelijke Ontsluiting een belangrijke verbinding tussen de woonwijk IJburg en de bedrijventerreinen in Amsterdam-Zuidoost. Bij de aanleg van de tweede fase is een aansluiting op de fietsroute over de Diemerzeedijk gerealiseerd. In de derde fase is ook een route over de snelwegen A1 en A9 en onder de spoorlijn Weesp-Diemen gebouwd die via het Diemerbos aansluit op de Veeneikbrug, over het Gaasp (een deel van de Weespertrekvaart) naar de Bijlmer.

## Openbaar vervoer
De Oostelijke Ontsluiting wordt ook door GVB-buslijn 66 gebruikt. Er wordt gesproken over het doortrekken van de Zuidtangent, de snelle busverbinding naar Schiphol en Haarlem. De ontsluiting heeft aparte busstroken, maar de brug over het Amsterdam-Rijnkanaal is wel zodanig uitgevoerd dat er een extra rijstrook kan worden toegevoegd ten koste van de busstroken.